# Parc Maruyama
Le parc Maruyama (円山公園, Maruyama kōen) est un jardin public situé à Kyoto, au Japon.
Il est connu pour être le principal lieu d'observation des fleurs de cerisier à Kyoto et est très fréquenté au mois d'avril, époque de la floraison.
L'attraction la plus recherchée du parc est un cerisier ( shidarezakura) éclairé la nuit.
Le parc est également très fréquenté lors des festivals et à la veille du Nouvel An.

## Classement
Le parc Maruyama, désigné patrimoine culturel du Japon, est recensé comme endroit de beauté pittoresque.

## Alentours
Juste au nord, et attenant du parc, se trouve le grand temple bouddhique Chion, suivi par le plus petit temple Shōren.

## Accès
L’accès principal au parc se fait par le sanctuaire shinto Yasaka, qui se trouve à l'extrémité est de la rue Shijō (en) dans le quartier de Gion.

## Source de la traduction
- (en) Cet article est partiellement ou en totalité issu de l’article de Wikipédia en anglais intitulé « Maruyama Park » (voir la liste des auteurs).